# Acrocercops albofasciella
Acrocercops albofasciella là một loài bướm đêm thuộc họ Gracillariidae. Nó được tìm thấy ở Nhật Bản (Kyūshū, Honshū).
Sải cánh dài khoảng 7.5 mm. Ấu trùng ăn các loài Ficus. Chúng có thể ăn lá nơi chúng làm tổ.